# Rote Wand (Grazer Bergland)
Die Rote Wand ist ein 1505 m ü. A. hoher Berg des Grazer Berglands und ein beliebtes Ausflugsziel für Wanderer und Kletterer.

## Lage und Umgebung
Die Rote Wand erhebt sich auf der orographisch linken Seite der Mur in dem engen Durchbruchstal des Flusses zwischen Bruck an der Mur und Graz (Mittleres Murtal). Sie ist ein Südwest-Nordost verlaufender Bergrücken, der durch die namensgebende Rote Wand, einem nach Südost ausgerichteten Abbruch aus zum Teil rotfarbigem Kalk, charakterisiert ist. Eng mit der Roten Wand verbunden ist der westlich angrenzende Röthelstein, zwischen den beiden Bergen befindet sich eine Alm namens Bucheben. Am gegenüberliegenden, östlichen Ende der Roten Wand befindet sich die Tyrnauer Alm mit einer in der warmen Jahreszeit bewirtschafteten Almhütte.
Bekannt ist das Gebiet auch für seine Steinbock-Kolonie und für die Bärenschützklamm zwischen Roter Wand und Hochlantsch.

## Wege
Ein kostenpflichtiger Parkplatz über dem Ort Tyrnau (ca. 880 m) südwestlich unterhalb der Wand eignet sich als Ausgangspunkt für eine Rundwanderung. Für den Gipfelanstieg über die Bucheben benötigt man etwa auf diese Art etwa 2 Stunden, der Abstieg erfolgt über die Tyrnauer Alm und auf einem Steig unter dem Fuß der Wand zurück. Langwieriger ist der Zustieg aus nordöstlicher Richtung von der Teichalm bzw. aus dem Mixnitzbachtal via Tyrnauer Alm.
Für Kletterer bietet die Südostwand mehr als 20 Kletterrouten.

Galerie
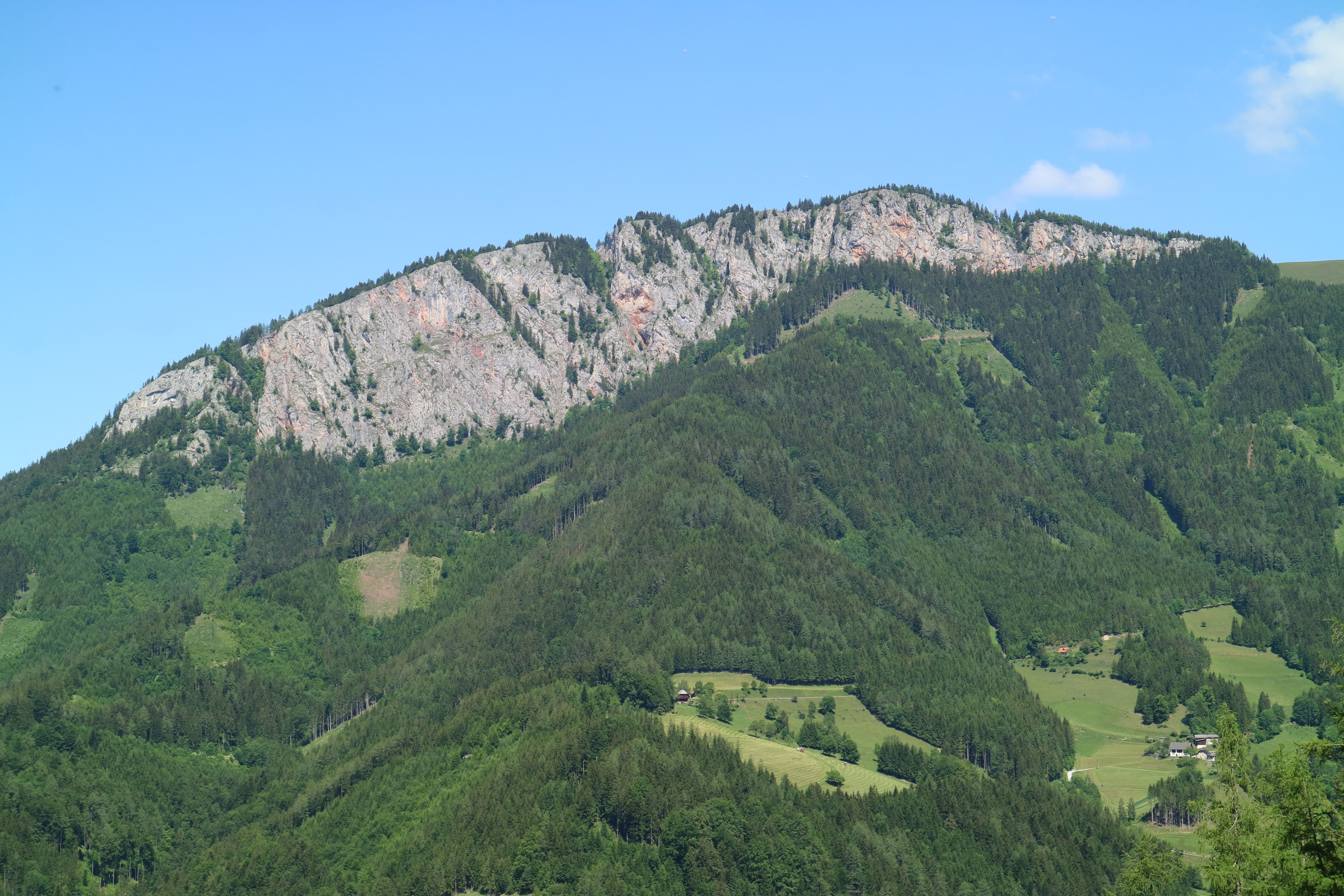
Rote Wand von Südosten
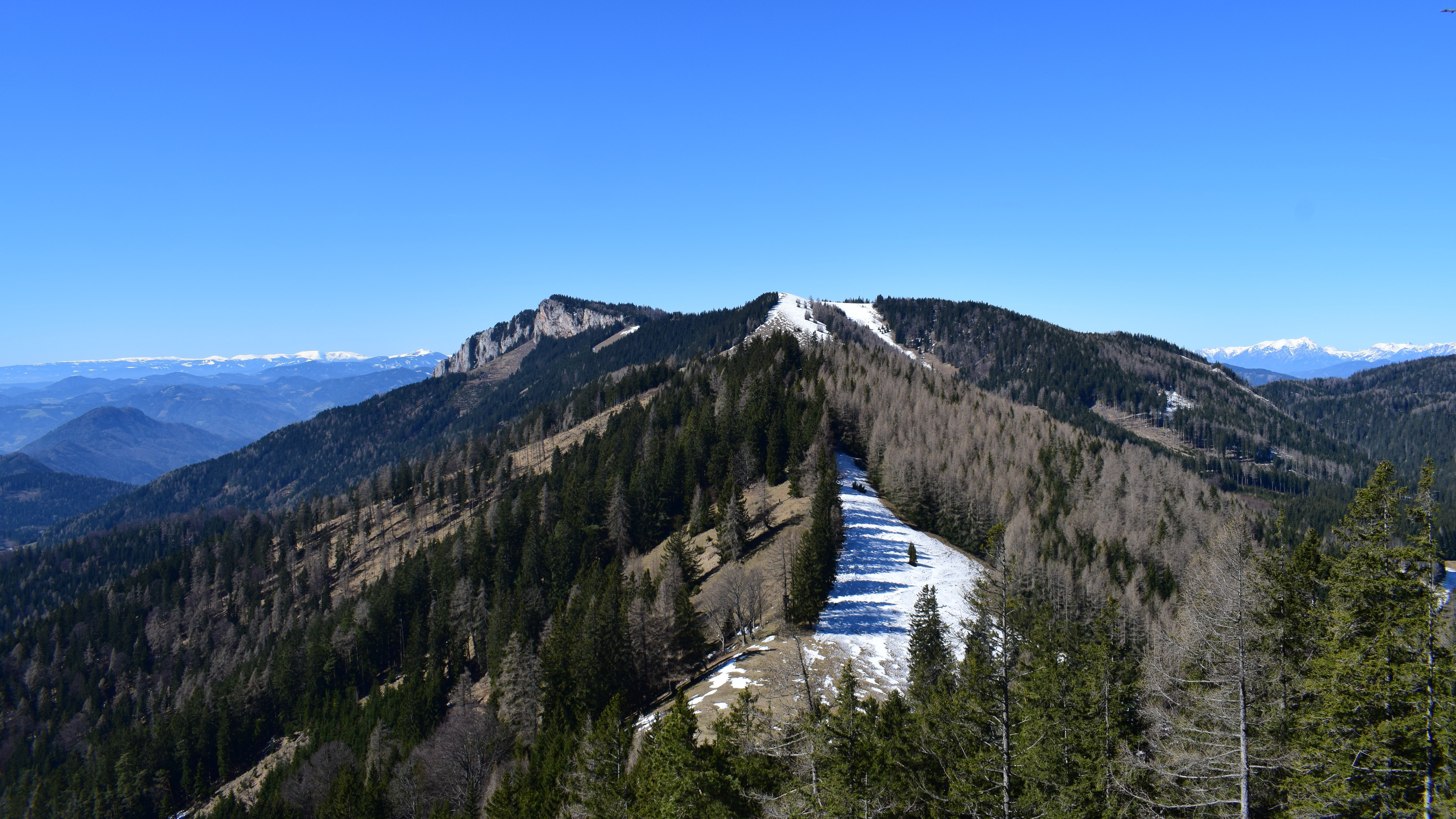
Die Rote Wand von Osten, an der Schneegrenze das obere Ende der Tyrnauer Alm (Hütte hinter Bäumen verdeckt)
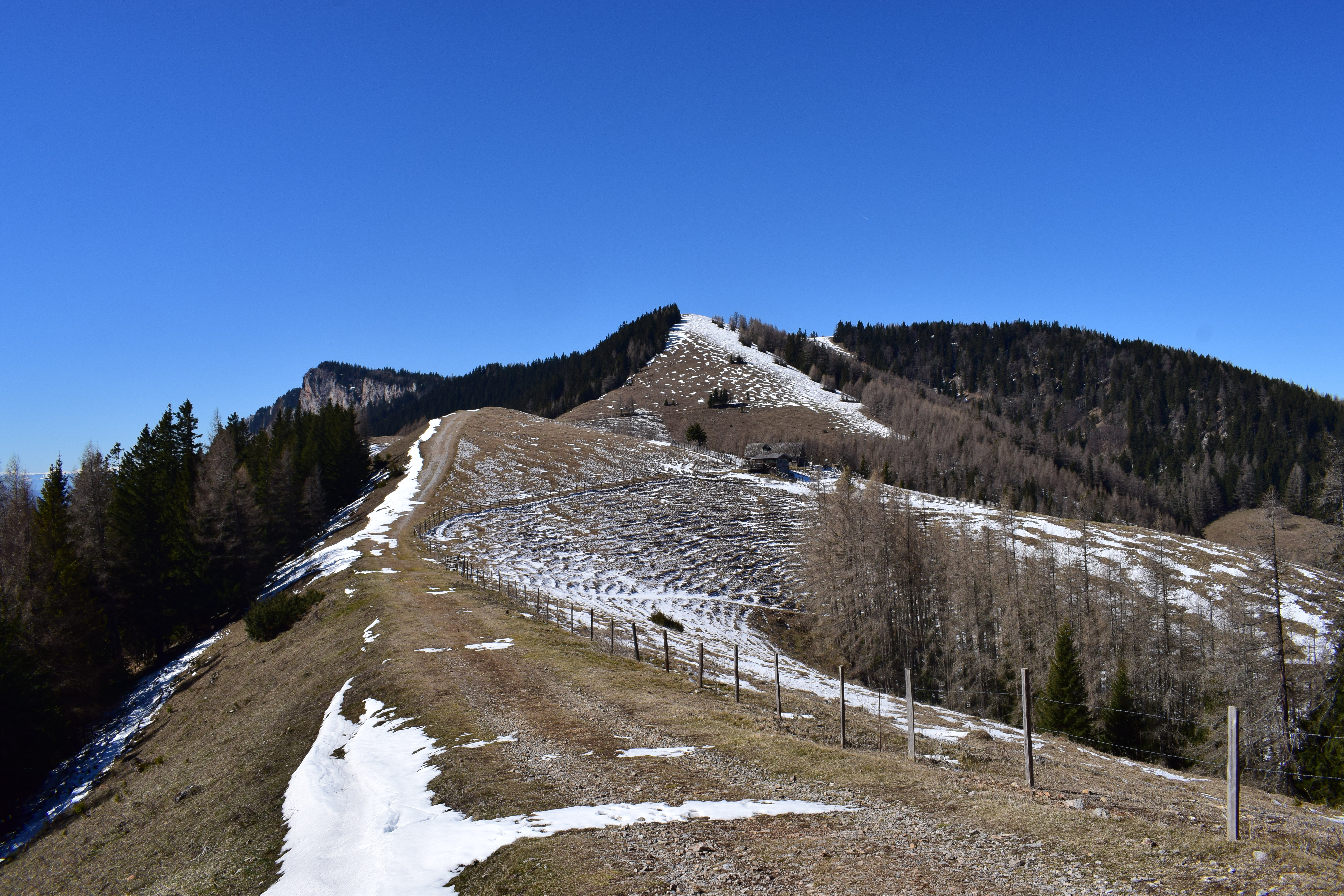
Blick von Osten über die Tyrnauer Alm
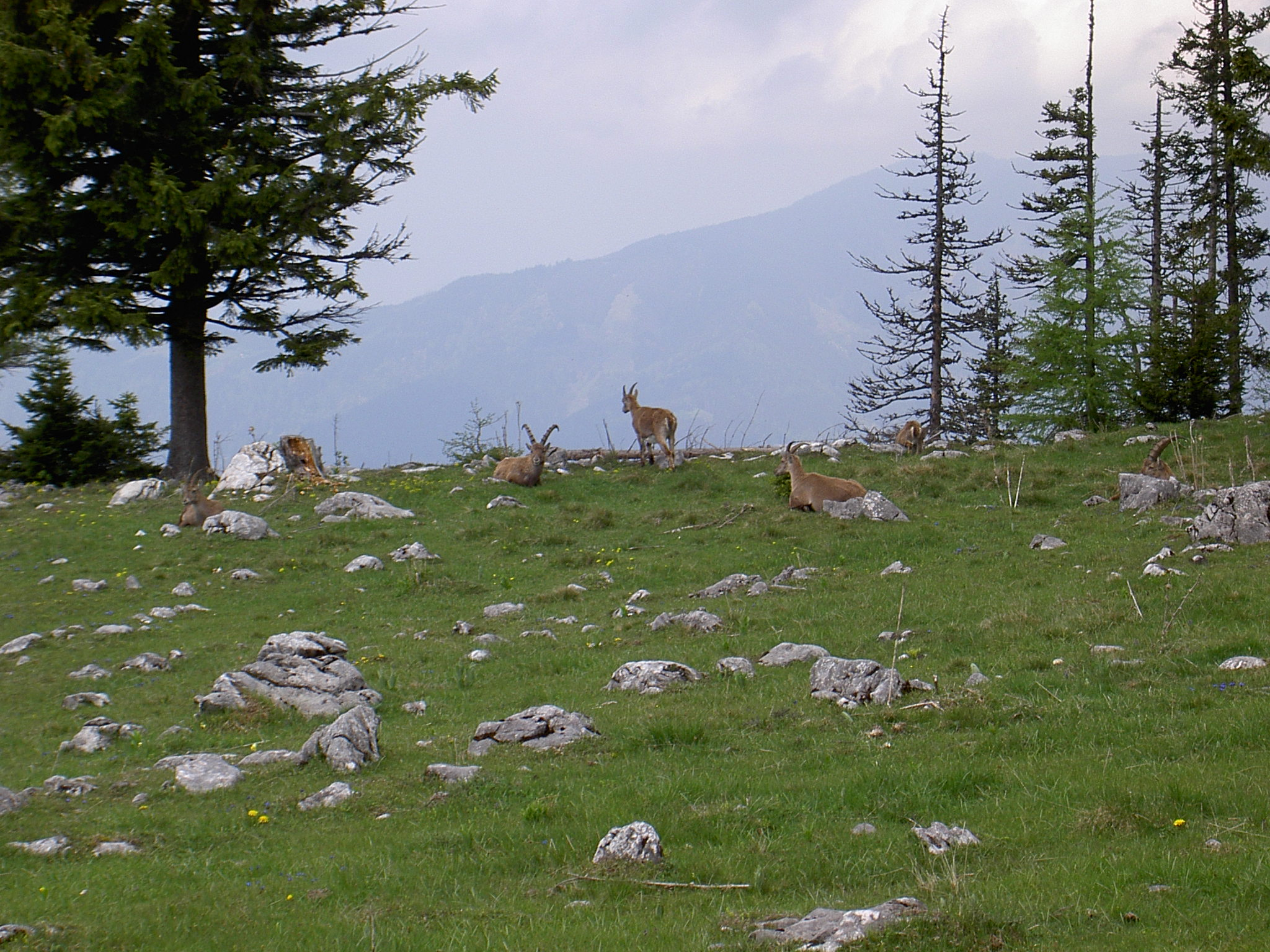
Steinböcke auf der Roten Wand
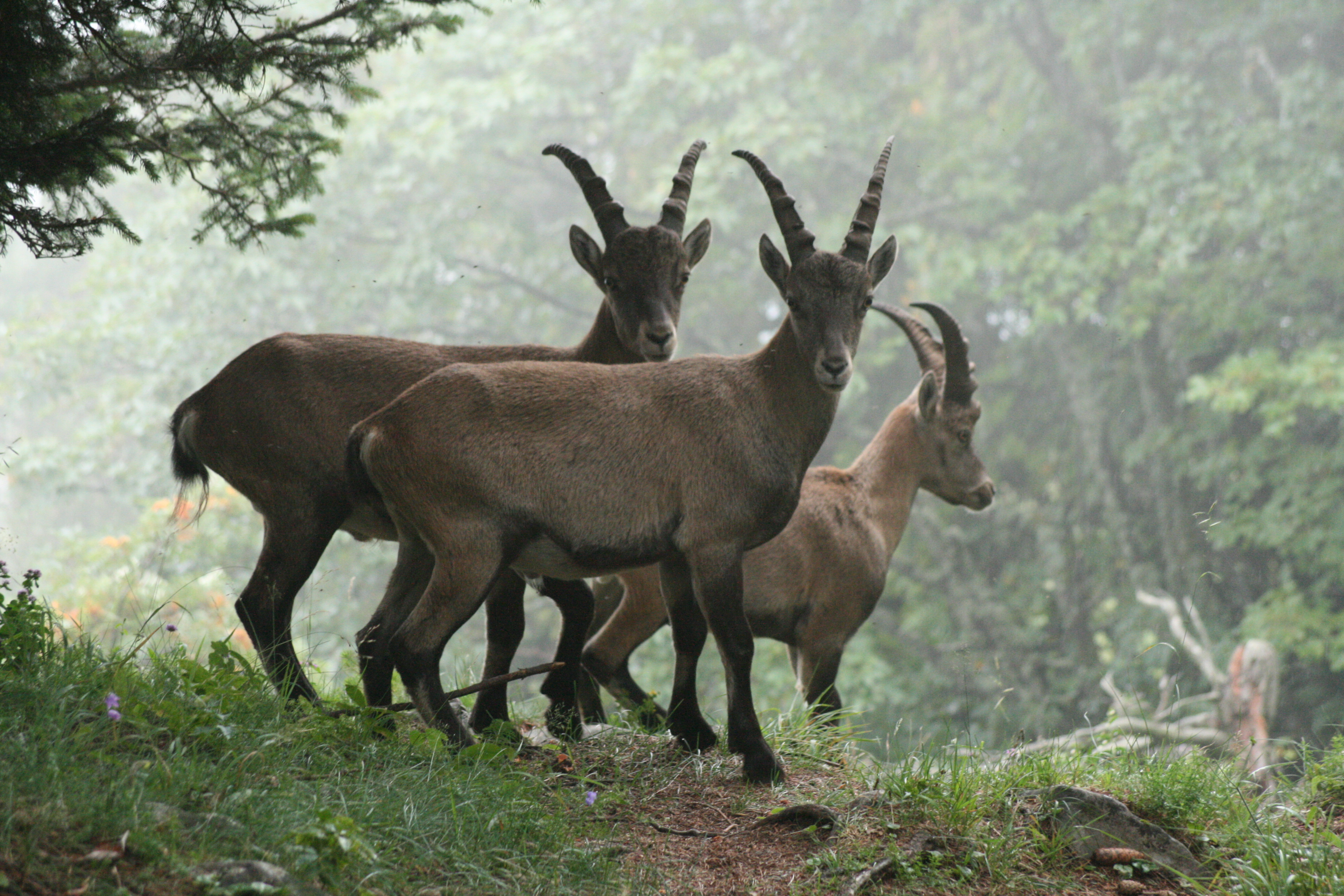
Steinböcke auf der Roten Wand